# Conferenze ai Padri Vincenziani della Missione
Le Conferenze ai Padri Vincenziani della Missione è una raccolta di conferenze tenute da San Vincenzo de' Paoli presso la Casa di San Lazzaro dov'era la sede della Congregazione della Missione, l'ordine religioso fondato dal Santo.

## Inquadramento del genere letterario
Nella convinzione dei grandi abati della tradizione monastica la preghiera è qualcosa che si porta insieme (dalla radice latina: con-ferre) e che scaturisce da un discorso informale che ha come effetto il rinnovamento spirituale. Umili esempi si ritrovano in Basilio Magno, in Benedetto da Norcia e in Girolamo. La scelta del termine varia da paese a paese quali, ad esempio, Colloqui, Trattenimenti, Collationes, Sermoni, Omelie, ecc.
Un esponente di rilievo del genere conferenziale fu Giovanni Cassiano, allievo di Giovanni Crisostomo che, ispirandosi ai modelli classici e dialogici di Socrate, Platone ed Epitteto, aveva introdotto un modello catechistico in cui due discepoli possono intervenire con domande o risonanze laddove il maestro spirituale assume un ruolo di moderatore e allo stesso tempo di guida. La sua opera più importante sono le Collationes. Coniò il termine di “ruminare” le Sacre Scritture che consisteva nella reiterazione insistente dei versetti biblici con lo scopo di infondere lo Spirito nella preghiera. Un altro apostolo eccezionale fu Francesco di Sales che nelle sue Entretiens non esitava a dispensare consigli, risposte e orientamenti a quanti si raccoglievano attorno a lui. Le sue conferenze furono poi continuate da Giovanna Francesca Fremyot de Chantal.

## Genesi dell'Opera
Le prime conferenze risalgono al 1622 quando St. Vincent fu nominato superiore della Visitazione. Era stato iniziato da Pierre de Berulle che a sua volta aveva tenuto delle conferenze pubblicate postume col titolo Collationes ordinis nostri. St. Vincent riuniva la comunità due volte la settimana, il mercoledì e la domenica. I temi riguardavano i più disparati campi dell'attività apostolica quali, ad esempio, la pratica virtuosa, le regole spiegate, commenti, ecc.

## Metodologia
Di St. Vincent sappiamo che non volle lasciare nulla di scritto delle sue conferenze, tuttavia un suo discepolo Betrand Ducournau decise di ricopiare a parte quando detto durante le conferenze. L'opera del discepolo fu ricopiata poi da diverse mani in diversi scritti tale che dell'opera originale manoscritta rimane solo un foglio. Un altro suo discepolo, H. Bremond, ha osservato che, date le proprie origini umili, il Santo non ricorreva quasi mai ad espressioni retoriche o liriche, quanto piuttosto alla mimica espressiva, molto spesso per «esorcizzare il rilassamento» dei suoi interlocutori. Nella conferenza del 30 maggio 1659, ad es., si denota la fatica della ricostruzione del testo che, d'altro canto, si allontana dalla freddezza del racconto stenografico.
I suoi discepoli, del resto, non si preoccuparono solo di raccogliere le parole del Santo, ma anche di trasporne il clima nel quale si tenevano le conferenze attraverso la descrizione del tono della voce, pacato e colloquiale, la mimica del viso, talvolta accentuata da qualche ruga, il cercare con lo sguardo questo o quel discepolo per trovarvi un riscontro. Le sue stesse origini di guascone tradiscono una tendenza alla prolissità, ma non quella affettata e retorica dei suoi contemporanei, quanto quella semplice e schietta cioè finalizzata a porre a loro agio gli interlocutori. Lui stesso introdusse il termine di “piccolo metodo” secondo il quale «la parola della predicazione doveva coincidere con la persona che la proclamava, poiché diventava efficace se l'uditore ne sperimentava l'autenticità in chi la pronunciava».

## Contenuti
I contenuti del libro rispecchiano quelli delle Regole Comuni di cui le Conferenze sono in gran parte il commento:
1. Il servizio dei poveri
2. Rapporti esterni alla missione
3. La vita comune I
4. La vita comune II
5. La vita comune III
6. La vita spirituale I
7. La vita spirituale II
8. La vita spirituale III
9. La vita spirituale IV
10. La vita spirituale V
11. La vita spirituale VI
12. La vita spirituale VII

Per rafforzare l'azione apostolica dei missionari, St. Vincent introdusse la pratica delle cinque virtù vincenziane:
1. Umiltà: scegliere il posto più basso, a mettersi al di sotto degli altri, anche più piccoli;  sopportare le calunnie, ad amare il disprezzo e l'abiezione; confessare apertamente i propri peccati e i propri difetti ed accettare le correzioni degli altri; secondo St. Vincent conformarsi all'umiltà significava porre le basi per la coesione in una comunità: «abbiamo bisogno di altri che ci facciano vedere ciò che avviene o non avviene nel nostro cammino verso la santità»[8].
2. Semplicità: essere capaci di non usare né astuzie né imbrogli, di andare “alla buona”, cioè secondo buon senso, e di parlare sinceramente, così che ciò che si dice corrisponde a ciò che si ha nel cuore. Due concetti emergono nell'insegnamento vincenziano su questo argomento. Il primo è il ripudio e il disgusto per la doppiezza che regna nel mondo e si infiltra, talora, anche nelle persone di Chiesa. Quelli che agiscono così vivono sempre nella paura che la loro simulazione sia scoperta e nessuno si fidi più di loro[9].
3. Mitezza: essere capaci di dominare la collera, sia sopprimendola che liberandola, lasciandosi pero guidare dal pentimento e dal ravvedimento. Le dispute non approdano alla verità, ma fanno resistere alle argomentazioni degli altri, mentre la mitezza conduce alla verità. Ciò si poteva ottenere, ad es., trattenendosi dall'inveire, dal rimproverare, dal dire parole aspre.
4. Mortificazione: comporta il rinunciare ad ogni cosa, brutta o buona, in vista di una migliore; su questo punto fu molto influenzato da Francesco di Sales secondo il quale la perfezione si raggiungeva rendendosi indifferenti a tutto, cioè non desiderando nulla e non rigettando nulla di quanto Ci è donato. Per altri come Pierre de Berulle, si riteneva che bisognava scorgere sempre un “quid” in tutto quello che Ci capita, anche le disgrazie: «Rinunciamo a cose buone non perché pensiamo che siano cattive. Riconosciamo che sono buone, ma vi rinunciamo, perché vogliamo qualcosa di meglio.»[10].
5. Zelo: essere disponibile a lavorare per gli altri senza risparmiarsi per la salvezza dei fratelli; secondo St. Vincent si è permesso la morte di molti agli inizi della Chiesa, affinché il sangue dei cristiani diventasse il seme della cristianità.

## Critica
(Luigi Mezzadri.)